# HD 89707
HD 89707 ist ein etwa 113 Lichtjahre von der Erde entfernter Hauptreihenstern der Spektralklasse G1 im Sternbild Wasserschlange. Er ist mit einer scheinbaren Helligkeit von 7,19 mag mit bloßem Auge auch unter optimalen Beobachtungsbedingungen nicht mehr zu sehen. Der Stern hat einen spektroskopischen Begleiter, bei dem es sich vermutlich um einen Braunen Zwerg handelt.

## Spektroskopischer Begleiter
HD 89707 wird von einem spektroskopischen Begleiter mit einer Umlaufperiode von 297,7 Tagen auf einer stark elliptischen Bahn mit einer Exzentrizität von 0,95 umrundet. Man geht davon aus, dass es sich bei dem Begleiter um einen Braunen Zwerg handelt.